# Bahía del Pénzhina
La bahía del Pénzhina (en ruso: Пенжинская губа) es una bahía larga y estrecha localizada en la costa noroeste de la península de Kamchatka, en la Siberia oriental de Rusia. Se trata de una parte superior del brazo derecho del golfo de Shélijov, en la esquina noreste del mar de Ojotsk. Está limitada al este por la península de Kamchatka y, al oeste, por la península de Taigonós, que la separa de la bahía del Guízhiga. Tiene unos 300 kilómetros de largo y 65 kilómetros de ancho. La pequeña península de Mametschinski provoca un estrangulamiento, más o menos a la mitad, que reduce el ancho hasta unos 30 km. Se congela de octubre a mayo. Cuenta con las mareas más altas de toda la cuenca del océano Pacífico (12,9 m máxima). Su cuenca está poco poblada.